# Valerio Laspro
Valerio Laspro (Balvano, 22 luglio 1827 – Salerno, 22 settembre 1914) è stato un arcivescovo cattolico italiano.

## Biografia
Nacque a Balvano, in Basilicata, da Emanuele Laspro e Camilla de Robertis. Appartenente ad una ricca famiglia gentilizia (i Laspro), fu avviato alla carriera ecclesiastica. Educato nel seminario di Salerno, completò gli studi di teologia a Roma. Studiò nel seminario di Muro Lucano e successivamente nell'Università di Napoli, approfondendo le discipline teologiche ed ecclesiastiche. Nel 1853 fu nominato vicario generale della diocesi di Venafro e, dopo sei anni, il re Francesco II lo destinò all'antica diocesi di Gallipoli da dove si rifugiava con la fine del regno borbonico e l'avvento dell'unità d'Italia. A soli trentadue anni divenne il vescovo più giovane al mondo, e su convocazione di Pio IX partecipò al concilio Vaticano inaugurato l'8 dicembre 1869. Ricevette gli ordini a Napoli dal cardinale Sisto Riario Sforza. Vescovo di Lecce, fu poi nominato, il 4 marzo 1877, arcivescovo primate di Salerno. Resse l'arcidiocesi fino al 1914, anno in cui morì. Dal 18 luglio 1929 è sepolto nel mausoleo posto nella Basilica Cattedrale Primaziale Metropolitana di Santa Maria degli Angeli in Salerno.
Il 24 ottobre 1877 è costretto a presentarsi davanti al tribunale civile di Salerno «per sentire dichiarare come non avvenuta la nomina di lui ad Arcivescovo di Salerno con Bolla Pontificia e con la di lui condanna»; la ragione che si adduce è che lo Stato vanta sulla Chiesa di Salerno il diritto di presentazione come dal concordato fra l’imperatore Carlo V e papa Clemente VII del 29 giugno 1529. La difesa sostiene, invece, che quel diritto era appannaggio della corona di Napoli di cui lo Stato italiano non può ritenersi erede essendo stati abrogati i concordati con l’unificazione della nazione. La causa si protrae fino al 13 marzo 1879, quando avviene il riconoscimento da parte dello Stato della legittimità dell’elezione di monsignor Laspro ad arcivescovo primate di Salerno e con la concessione del sospirato exequatur regio alla bolla pontificia di oltre un biennio prima; in tale periodo, impedito ad occupare il palazzo arcivescovile, monsignor Laspro aveva abitato un quarto nel pa Videlazzo Natella, al largo Campitello. Nel corso del suo ministero cura particolarmente l’insegnamento della dottrina cristiana; allo scopo, nel 1884 organizza l’Opera del Catechismo; del 1888 è un testo catechistico di cui è giunto un frammento fino a noi; un aggiornamento è curato nel 1899. Sotto i suoi auspici sorgono anche l’Associazione Giovanile S. Matteo e quelle delle Dame di Carità, delle Madri Cristiane, delle Giovani Econome. Richiama in vita la Congregazione della Missione, già esistente nella Chiesa salernitana, per la predicazione al popolo. A tali iniziative si affiancano l’Opera della Biblioteca Circolante e quella dei Libretti per le operaie e apprendiste fondata l’8 dicembre 1890 sulla Cassa di Risparmio di Salerno. Nel 1885 tenta l’istituzione di un organo di stampa cattolica: La Buona Novella; ma, come precedenti esperienze dell’epoca del suo predecessore monsignor Salomone (Il Papato e Il Progresso Cattolico), il tentativo non ha fortuna. Ripete la sfida nel 1897 con Il Buon Senso, che avrà migliore fortuna: da quindicinale diverrà settimanale nel 1911 e continuerà le pubblicazioni fino al 1916. quae sit
Nel 1910 è destinatario dell'epistola Vide quae sit di papa Pio X.

## Visione politica
Nel 1860 si schierò contro il movimento liberale e nell'ottobre dello stesso anno, su indicazione della Santa Sede e il tacito appoggio della Francia, lasciò la diocesi di Nardò Gallipoli e Lecce per recarsi a Roma, prima, e poi Napoli dove svolse attività dirette alla restaurazione dei borboni e al mantenimento del potere temporale da parte del Papa. Componente del comitato borbonico a Napoli, organizzò anche a Balvano un fiorente comitato legittimo in difesa dei Borboni.

## Genealogia episcopale
La genealogia episcopale è:
- Cardinale Scipione Rebiba
- Cardinale Giulio Antonio Santori
- Cardinale Girolamo Bernerio, O.P.
- Arcivescovo Galeazzo Sanvitale
- Cardinale Ludovico Ludovisi
- Cardinale Luigi Caetani
- Cardinale Ulderico Carpegna
- Cardinale Paluzzo Paluzzi Altieri degli Albertoni
- Papa Benedetto XIII
- Papa Benedetto XIV
- Papa Clemente XIII
- Cardinale Giovanni Carlo Boschi
- Cardinale Bartolomeo Pacca
- Papa Gregorio XVI
- Cardinale Antonio Maria Cagiano de Azevedo
- Arcivescovo Valerio Laspro